# Nils-Jonathan Körber
Nils-Jonathan Körber, né le 13 novembre 1996 à Berlin en Allemagne, est un footballeur allemand évoluant au poste de gardien au Hansa Rostock.

## Biographie

### En club

#### Premier contrat avec le Hertha Berlin
Il signe son premier contrat professionnel avec son club formateur, le Hertha Berlin, en juillet 2015.

#### Prêt au Preußen Münster
En juillet 2017, il s'engage en prêt pour le SC Preußen Münster.

## Statistiques
| Saison                | Club                   | Championnat           | Championnat | Championnat | Coupe(s) nationale(s) | Coupe(s) nationale(s) | Compétition(s) continentale(s) | Compétition(s) continentale(s) | Compétition(s) continentale(s) | Total | Total |
| Saison                | Club                   | Division              | M.          | B.          | M.                    | B.                    | Comp.                          | M.                             | B.                             | M.    | B.    |
| 2014-2015             | Hertha Berlin II       | Regionalliga Nordost  | 5           | 0           | -                     | -                     | -                              | -                              | -                              | 5     | 0     |
| 2015-2016             | Hertha Berlin II       | Regionalliga Nordost  | 19          | 0           | -                     | -                     | -                              | -                              | -                              | 19    | 0     |
| 2016-2017             | Hertha Berlin II       | Regionalliga Nordost  | 15          | 0           | -                     | -                     | -                              | -                              | -                              | 15    | 0     |
| Sous-total            | Sous-total             | Sous-total            | 39          | 0           | -                     | -                     | -                              | 0                              | 0                              | 39    | 0     |
| 2017-2018             | Preußen Münster (prêt) | 3. Liga               | 20          | 0           | -                     | -                     | -                              | -                              | -                              | 20    | 0     |
| 2018-2019             | VfL Osnabrück (prêt)   | 3. Liga               | 34          | 0           | -                     | -                     | -                              | -                              | -                              | 34    | 0     |
| 2019-2020             | VfL Osnabrück (prêt)   | 2. Bundesliga         | 8           | 0           | 1                     | 0                     | -                              | -                              | -                              | 9     | 0     |
| Sous-total            | Sous-total             | Sous-total            | 62          | 0           | 1                     | 0                     | -                              | 0                              | 0                              | 63    | 0     |
| Total sur la carrière | Total sur la carrière  | Total sur la carrière | 20          | 0           | 0                     | 0                     | -                              | 0                              | 0                              | 20    | 0     |